# Ribemont
Ribemont é uma comuna francesa na região administrativa de Altos da França, no departamento de Aisne. Estende-se por uma área de 26,91 km². Em 2010 a comuna tinha 1 998 habitantes (densidade: 74,2 hab./km²).